# Lepidocolaptes angustirostris
El trepatroncos chico (Lepidocolaptes angustirostris), también denominado arañero chico (en Uruguay), chinchero chico (en Argentina y Paraguay) o trepador chico (en Uruguay), es una especie de ave paseriforme de la familia Furnariidae, subfamilia Dendrocolaptinae, perteneciente al numeroso género Lepidocolaptes. Es nativa de  América del Sur.

## Distribución y hábitat
Se distribuye ampliamente desde el noreste de Brasil hacia el oeste hasta los Andes bolivianos, y hacia el sur, por la mayor parte del este, centro oeste y suroeste de Brasil, Paraguay, hasta el centro sur de Argentina y Uruguay; con poblaciones aisladas a lo largo del bajo río Amazonas en el noreste de Brasil y en Surinam.
Esta especie es considerada bastante común y ampliamente diseminada en sus hábitats naturales: los matorrales, bosques poco densos, sabanas del cerrado y del chaco y áreas agrícolas, hasta los 2300 m de altitud o  más en Bolivia.

## Descripción

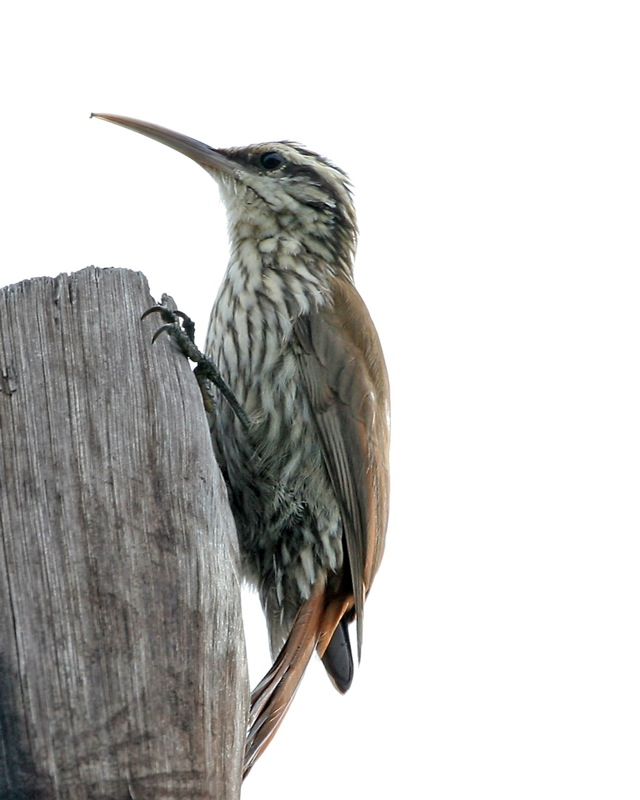
Ejemplar en Argentina.

Mide entre 18 y 22 cm de longitud y pesa entre 23 y 37,5 g (el macho) y entre 21,5 y 33,5 g (la hembra). Tiene corona negra con rayas blancuzcas a amarillentas. Presenta una marcada línea superciliar blanca. El dorso es castaño rojizo o acanelado. El pecho y el abdomen son blancos a blancuzcos con ligeros matices marrón claro. El pico es largo, estrecho y curvado, de color rosado a blancuzco.

## Comportamiento
Este trepatroncos presenta fuerte índole agresiva interespecífica cuando está asociado a bandadas mixtas. Debido al desmate, se ha acercado más del entorno humano, en frutales y corrales; elegante, sube también en postes de iluminación o postes de cercas buscando alimento.

### Alimentación
Se alimenta de artrópodos y pequeños vertebrados que atrapa bajo la corteza de los árboles; A veces de cabeza para bajo y, diferentemente de otros trepatroncos, casi no sostiene el cuerpo con el apoyo de la cola. A veces desciende al suelo para capturar hormigas, semejantemente a Colaptes campestris, de quien es frecuentemente vecino. Captura orugas en hojas de palmeras y las refriega contra una rama o tronco para retirar sus pelos urticantes antes de devorarla.

### Reproducción
Anida en cavidades naturales o hecha por otras aves. La hembra pone dos a tres huevos, empollados en forma conjunta por la pareja.

### Vocalización
El canto es una serie fuerte de notas claras y bien enunciadas, que pueden acelerar y después ir desapareciendo, por ejemplo «pií, pi-pi-pi-pipipipipepe», o pueden bajar, «pir, pir, pir, piir, piiir, piiiir».

## Sistemática

### Descripción original
La especie L. angustirostris fue descrita por primera vez por el naturalista francés Louis Pierre Vieillot en 1818 bajo el nombre científico Dendrocopus angustirostris; su localidad tipo es: «Paraguay».

### Etimología
El nombre genérico masculino «Lepidocolaptes» se compone de las palabras del griego «λεπις lepis, λεπιδος lepidos»: escama, floco, y «κολαπτης kolaptēs»: picador; significando «picador con escamas»;   y el nombre de la especie «angustirostris», se compone de las palabras del latín «angustus»: estrecho  y «rostris»: de pico; significando «de pico estrecho».

### Taxonomía
La colocación de esta especie como hermana de Lepidocolaptes leucogaster parece biogeográficamente improbable. Las subespecies eran anteriormente divididas en dos grandes grupos, norteño y sureño, principalmente con base en la coloración del dorso y en la presencia y destaque del estriado inferior. Sin embargo, un estudio reciente de la morfometría y de las características del plumaje encontró que todas las poblaciones de esta especie son altamente polimórficas, con los patrones de plumaje variables y los límites geográficos de cada subespecie muy difíciles de definir, con todas las subespecies intergradando; a pesar del poliformismo del color del plumaje, se piensa que el alto nivel de intergradación y la pobre resolución de los límites geográficos no respaldan el reconocimiento de subespecies. El tratamiento de esta especie como monotípica podría ser válido, pero se recomiendan más estudios. La descripción de griseiceps fue posiblemente basada en variación individual con plumaje extremamente pálida y es conocido apenas localmente en Surinam, pero la descripción se ajusta en todos los aspectos con una serie de aves del norte del Brasil (Amapá). Las subespecies propuestas L. angustirostris dabbenei Esteban, 1948 (del suroeste de Paraguay, norte de Argentina) y L. angustirostris chacoensis Laubmann, 1935 (del noreste de Argentina) se incluyen en praedatus (que también cruza ampliamente con la subespecie nominal), y L. angustirostris immaculatus Carriker, 1935 (del norte de Bolivia) es sinónimo de bivittatus.

### Subespecies
Según las clasificaciones del Congreso Ornitológico Internacional (IOC) y Clements Checklist/eBird v.2019 se reconocen xxx  subespecies, con su correspondiente distribución geográfica:
- Lepidocolaptes angustirostris griseiceps Mees, 1974 – apenas en el sur de Surinam (sabana de Sipaliwini), pero las poblaciones del norte del bajo río Amazonas en el norte de Brasil (este de Pará, Amapá) parecen representar esta subespecie.
- Lepidocolaptes angustirostris coronatus (Lesson, 1830) – noreste de Brasil desde el sur y este de Maranhão, hacia el este hasta el norte de Piauí, hacia el sur hasta Tocantins y noroeste de Bahía.
- Lepidocolaptes angustirostris bahiae (Hellmayr, 1903) – noreste de Brasil en el interior de Bahía (este del río São Francisco); las poblaciones al norte del río São Francisco desde Ceará a Paraíba y hacia el sur hasta el este de Piauí y Alagoas probablemente representan esta subespecie.
- Lepidocolaptes angustirostris bivittatus (Lichtenstein, 1822) – centro y sureste de Brasil (Mato Grosso al este hasta Goiás y Minas Gerais, y hacia el sur hasta Río de Janeiro y São Paulo; también en Pará a lo largo de la ribera sur del bajo Amazonas desde el río Tapajós hasta la isla de Marajó) y norte y este de Bolivia (La Paz, Beni, Santa Cruz).
- Lepidocolaptes angustirostris hellmayri Naumburg, 1925 – laderas andinas del centro de Bolivia (Cochabamba, Santa Cruz, Tarija).
- Lepidocolaptes angustirostris certhiolus (Todd, 1913) – tierras bajas al este de los Andes en el centro y sur de Bolivia (suroeste de Santa Cruz hasta Tarija), oeste de Paraguay (Alto Chaco) y noroeste de Argentina (sureste de Jujuy, norte de Salta).
- Lepidocolaptes angustirostris angustirostris (Vieillot, 1818) – suroeste de Brasil (oeste de Mato Grosso do Sul) y este de Paraguay.
- Lepidocolaptes angustirostris praedatus (Cherrie, 1916) – norte y centro de Argentina (sur de Salta, Santiago del Estero, sur de Santa Fe, sur de Corrientes y suroeste de Misiones, al sur hasta Mendoza, norte de La Pampa y noreste y suroeste de Buenos Aires), oeste y centro de Uruguay y extremo sur de Brasil (oeste y suroeste de Río Grande del Sur).